# Majer
Majer je naselje u Hrvatskoj, nalazi se u sastavu Grada Vrbovskog u Primorsko-goranskoj županiji. Prema popisu stanovništva iz 2011. naselje je imalo 16 stanovnika. Naselje se nalazi na 390 metara nadmorske visine

## Stanovništvo
Najviše stanovnika naselje je imalo prema popisu iz 1890. i 1900. godine. Prema popisu iz 2011. godine naselje je imalo 16 stanovnika.
| broj stanovnika |       |       |       | 51    | 51    | 41    | 35    | 46    | 43    | 39    | 39    | 31    |       |       | 21    | 16    | 9     |
|                 | 1857. | 1869. | 1880. | 1890. | 1900. | 1910. | 1921. | 1931. | 1948. | 1953. | 1961. | 1971. | 1981. | 1991. | 2001. | 2011. | 2021. |